# Şəmətük
Şəmətük è un comune dell'Azerbaigian situato nel distretto di Astara. Conta una popolazione di 462 abitanti.